# José María Urquinaona e Bidot
José María de Urquinaona y Bidot (Cádis, 1814 - Barcelona, 1883) foi um bispo católico espanhol.

## Biografia
De ascendência basca, Urquinaona e Bidot se formou no seminário de Cádis, foi ordenado sacerdote em 23 de setembro de 1837. Foi cônego de Guadix e depois cônego e arcipreste da catedral de Cádis. No Seminário de Granada obteve os graus de licenciatura e doutor em Teologia.
Indicado como Bispo das Canárias em 30 de maio de 1868, foi confirmado pelo papa em 22 de junho. Recebeu a ordenação episcopal em 7 de março de 1869, na Catedral de Cádis, através de Dom Félix María Arrieta y Llano , OFM Cap., bispo de Cádis e Ceuta. Os principais co-consagradores foram Juan Alfonso Albuquerque Berión, Bispo de Córdova, e John Baptist Scandella, Vigário Apostólico de Gibraltar. Assistiu ao Concílio Vaticano I como secretário dos bispos espanhóis. Em 15 de julho de 1877 foi nomeado bispo de Barcelona, cargo que ocupou até à sua morte.
Construiu o novo seminário de Barcelona (1879), que dotou com o Museu de Geologia e com a Academia Filosófico-científica de São Tomás de Aquino. Pelas festas do Milênio de Montserrat (1880) conseguiu do Papa Leão XIII a proclamação do patronado da Virgem de Montserrat sobre o Principado da Catalunha, e a Coroação da Virgem. Desempenhou diversos cargos eclesiásticos. Eleito senador em representação da província eclesiástica catalã (1879), defendeu em Madrid os interesses protecionistas da indústria catalã (1882), pelo que foi recebido como herói. Nos últimos meses de vida, enfrentou as forças fundamentalistas catalãs e intervenções diretas da Santa Sé.
Faleceu em Barcelona, e foi sepultado na Basílica de la Mercè. A cidade homenageou-o dando o seu nome a uma das praças mais centrais de Barcelona.